# Ballachulish
Ballachulish (schottisch-gälisch Baile a’ Chaolais, Aussprache: [baləˈxɯːlˠ̪ɪʃ]) ist eine Ortschaft im Vereinigten Königreich an der Westküste Schottlands in der Council Area Highland und dem ehemaligen Distrikt Lochaber mit 666 Einwohnern.

## Lage

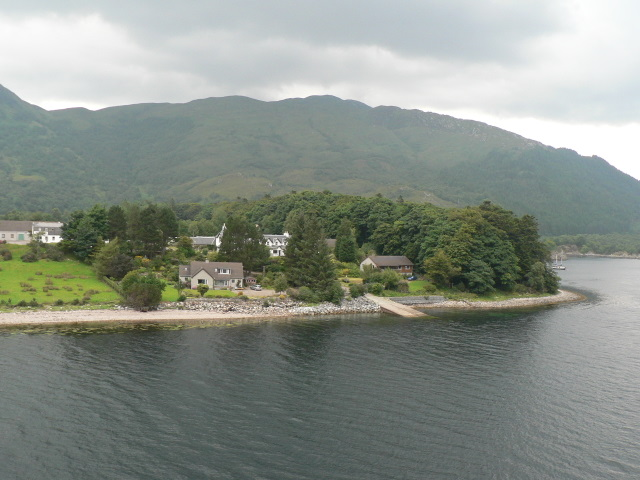
North Ballachulish, Loch Leven

Ballachulish liegt beidseitig des Loch Levens, eines östlichen Arms der Meeresbucht (sea loch) Loch Linnhe, 24 km südlich von Fort William und 52 km nördlich von Oban, inmitten stillgelegter Schiefer-Steinbrüche.
Heutzutage ist der Ort aufgeteilt in North Ballachulish an der Nordseite des Loch Levens, der ehemaligen Grafschaft Inverness-shire zugehörig, und am Südufer South Ballachulish, an der Mündung des Flusses Laroch, ehemals in der Grafschaft Argyll gelegen. Ursprünglich bestand der Ort lediglich aus North Ballachulish, während South Ballachulish als West Laroch näher mit dem heutigen Glencoe, ehedem East Laroch, verbunden war. Zwischen South Ballachulish und Glencoe erstreckt sich das Glen Coe, ein Tal in den Glen Coe Mountains, das 1692 traurige Berühmtheit durch das Massaker von Glencoe erlangte. Westlich des Ortes liegt der über 1000 Meter hohe Beinn a’ Bheithir, ein aufgrund seiner Aussicht auf Loch Linnhe und die umliegende Bergwelt bei Bergsteigern beliebtes Bergmassiv mit zwei Munros.

## Verkehr
Ballachulish liegt verkehrsgünstig an der A82, der Hauptverbindung von Glasgow nach Inverness. Von Süden stößt die A828 bei Ballachulish auf die A82. Seit der Eröffnung der Ballachulish Bridge 1975 kann die Enge vom Loch Leven zum Loch Linnhe über die A82 ohne Fährunterbrechung überquert werden. Damit verlor die seit 1733 betriebene Fährverbindung weiter an Bedeutung, nachdem 1927 die B863 zum Kopf des Sees nach Kinlochleven und weiter auf die A82 nach Inverness fertiggestellt worden war, und wurde eingestellt. 1903 wurde Ballachulish an das Eisenbahnnetz angeschlossen und die Bahnhöfe Ballachulish und Ballachulish Ferry, beide South Ballachulish, eröffnet. 1966 wurde die Nebenstrecke stillgelegt; seitdem ist der nächstgelegene Bahnhof in Fort William an der West Highland Line. Der nächste Flughafen liegt bei Oban.

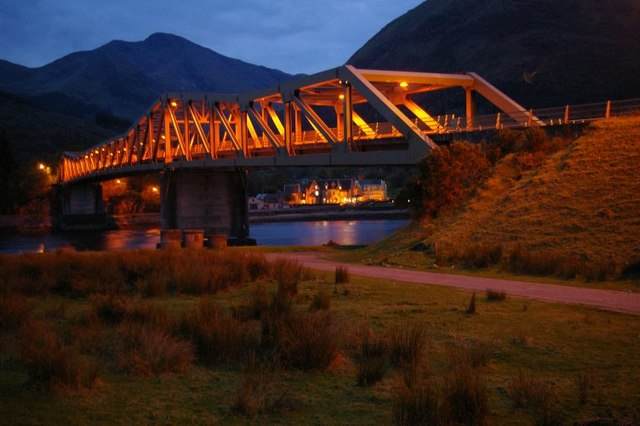
Ballachulish Bridge (2007), zum Südufer

## Wirtschaft
Das Wirtschaftsleben am Südufer des Loch Leven war über 2,5 Jahrhunderte durch die örtlichen Schiefer-Steinbrüche geprägt. Als aktuelle Wirtschaftszweige sind vor allem Tourismus sowie Kleinbetriebe des Primärsektors (Land-, Forstwirtschaft und Fischfang) zu nennen. Des Weiteren verfügt Ballachulish in etwa über die üblichen Infrastrukturangebote eines hiesigen Unterzentrums.

### Steinbrüche
Bereits 1693/94 wurde mit dem kommerziellen Abbau von Schiefer in Steinbrüchen rund um das heutige South Ballachulish begonnen. Im Verlauf des 18. Jahrhunderts stieg der Schieferabbau rapide mit dem Anwachsen der Städte; vor allem die Dächer von Glasgow und Edinburgh wurden zu einem beträchtlichen Teil mit Ballachulish-Schiefer gedeckt. 1845 konnten 20 Millionen Schieferplatten hergestellt werden.
Mit dem Anschluss Ballachulish an das britische Eisenbahnnetz 1903 nahm die Schieferindustrie vor Ort einen weiteren Aufschwung, der jedoch bald von schweren Arbeitskämpfen in den Jahren 1905 und 1907 getrübt wurde. In der Folgezeit verloren die örtlichen Steinbrüche zunehmend an Konkurrenzfähigkeit, vor allem weil nur ein Viertel des abgebauten Schiefers gut zur Dachdeckung geeignet war. 1955 wurden die Steinbrüche stillgelegt. Heute können sie über zwei kleine Wanderrouten erkundet werden. Auf dem Friedhof der St. Johns Kirche sind viele ungewöhnlich gut erhaltene Grabsteine aus Ballachulish-Schiefer zu sehen.
In jüngerer Zeit gibt es Überlegungen, ob eine Wiederaufnahme des Schieferabbaus rentabel sein könnte.

## Sonstiges

### Der Appin-Mord

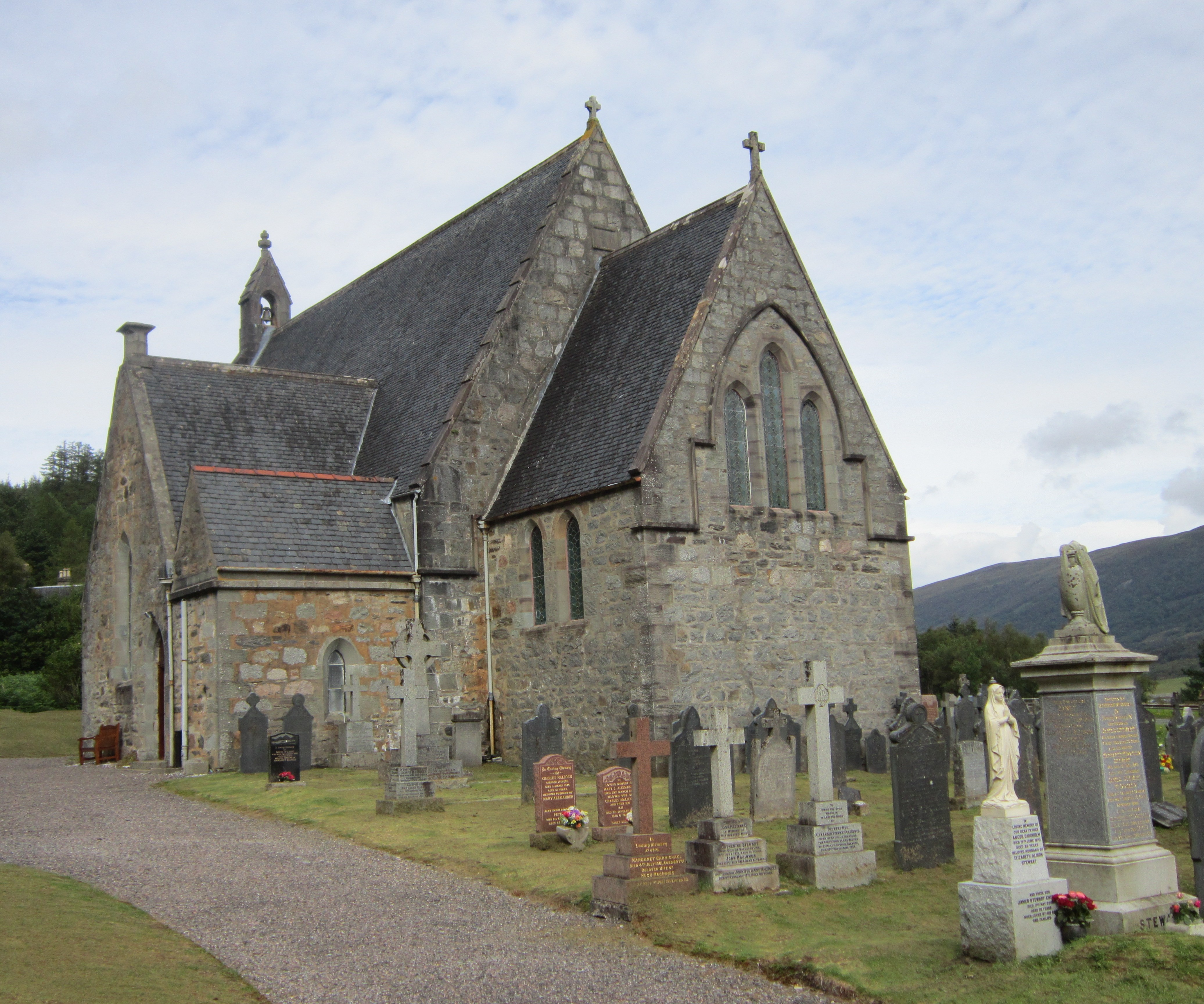
St. Johns Kirche, erbaut 1842

Im Wäldchen Lettermore bei Ballachulish wurde 1752 Colin Roy Campbell of Glenure ermordet. Campbell war als königlicher Verwalter für die enteigneten Güter des ortsansässigen Clan Stewart of Appin eingesetzt, der wegen seiner Beteiligung am jakobitischen Aufstand 1745 in Ungnade gefallen war. Noch im selben Jahr wurde James Stewart of the Glen wegen des Mordes, in Schottland wohlbekannt als Appin Murder, bei Ballachulish-Fähre hingerichtet, ungeachtet seine Nichtbeteiligung an der Mordhandlung erwiesen war. Stewarts Leichnam blieb zur Abschreckung aller Rebellionsneigung 18 Monate am Galgen hängen. Der Appin-Mord inspirierte wiederholt Dichter; ein bekanntes Resultat ist Stevensons Roman Entführt. Bis heute beschäftigen diese Ereignisse Gelehrte und Hobbyhistoriker sowie Bürger, die eine Rehabilitierung von James Stewart erreichen wollen. An den Justizmord erinnern an der Hinrichtungsstätte ein Denkmal und eine Gedenktafel am Mordplatz.

### Shinty
In Ballachulish hat die ältere, schottisch-keltische Variante des Hockeys eine lange Tradition. Der örtliche Shinty-Verein Ballachulish Camanachd Club wurde 1893 gegründet und gehört zu den berühmtesten Schottlands. Zwischen 1899 und 1912 konnte der BCC viermal den Camanachd Cup gewinnen, den bedeutendsten Shinty-Wettbewerb; 1902 und 1948 wurden sie nach verlorenem Finale Vizepokalsieger. 2013 gewann der Klub die Meisterschaft in der drittklassigen South Division Two (ab 2014 viertklassig).